# Linje 12 (Pekings tunnelbana)
Linje 12 (北京地铁12号线; Běijīng dìtiě shíèrhào xiàn) är en framtida planerad linje i Pekings tunnelbana. Linje 12 är planerad att öppna runt år 2020.. Linje 12 planeras att trafikera Peking i öst-västlig riktning och avlasta Linje 2 och Linje 10. Linje 12 planeras bli 29 km lång och trafikera 20 stationer.

## Lista över stationer
Från väster mot öster:
- ?  Sijiqingqiao[2]
- ?  Yuandalu[1]
- ?  Changchunqiao (长春桥) (byte till      Linje 10) [1]
- ?  Suzhouqiao (苏州桥) (byte till      Linje 16) [1]
- ?  Renmin University (人民大学) (byte till      Linje 4)[3]
- ?  Dazhongsi (大钟寺) (byte till      Linje 13)[3]
- ?  Jimenqiao[1]
- ?  Beitaipingzhuang[1]
- ?  Anhuaqiao (安华桥) (byte till      Linje 8)[3]
- ?  Anzhenqiao[1]
- ?  Hepingxiqiao (和平西桥) (byte till      Linje 5) [1]
- ?  Guangximen (光熙门) (byte till      Linje 13)[3]
- ?  Xibahe[1]
- ?  Sanyuanqiao (三元桥) (byte till      Linje 10 och      Airport Express)[3]
- ?  Fangyuanli[1]
- ?  Gaojiayuan (byte till      Linje 14) [1]
- ?  Jiuxianqiao Electronics City[2]
- ?  Beigangzi[1]
- ?  Dongfeng[1]
- ?  Guanzhuanglu Xikou[1]